# Холодний Ключ (притока Кирикмасу)
Холо́дний Ключ (рос. Холодный Ключ) — річка в Сарапульському районі Удмуртії та Агризькому районі Татарстану, Росія, права притока Кирикмаса.
Річка починається на північний захід від села Пирогово. Протікає на південний схід до села Нові Макшаки, потім повертає на південний захід до кордону із Татарстаном. Далі тече на південний схід і слугує природним кордоном між двома республіками. Нижня течія проходить через лісові масиви тайги. Гирло заболочене. приймає декілька дрібних приток.
На річці розташовані села Сарапульського району — колишнє Пирогово та Нові Макшаки і Кирикмаський (кордон).